# Oberaufham
Oberaufham ist ein Gemeindeteil der Gemeinde Feldkirchen-Westerham im oberbayerischen Landkreis Rosenheim.
Die Einöde liegt auf einer Höhe von 613,1 m ü. NN nordöstlich des Gemeindeteils Feldkirchen und hat 8 Einwohner (Stand 31. Dezember 2004). Oberaufham bildet zusammen mit Unteraufham den Gemeindeteil Aufham.
Bei Oberaufham entspringt der Klingerbach, der in den Feldkirchener Bach mündet, welcher wiederum in die Mangfall fließt. 
Koordinaten: 47° 55′ N, 11° 52′ O